# Maksym Gorlicki
Maksym Gorlicki, właśc. Maksym Sandowycz, Sandowicz (ur. 31 stycznia 1886 w Zdyni, zm. 6 września 1914 w Gorlicach) – duchowny prawosławny pochodzenia łemkowskiego.
Urodził się w rodzinie wyznania greckokatolickiego. Zmuszony do rezygnacji (z powodu słabych wyników) z nauki w gimnazjum w Nowym Sączu, wstąpił początkowo do klasztoru bazyliańskiego w Krechowie, a następnie, rozczarowany jego poziomem duchowym, dokonał konwersji na prawosławie i został posłusznikiem w ławrze Poczajowskiej. Za radą arcybiskupa wołyńskiego Antoniego opuścił jednak monaster, ukończył prawosławne seminarium duchowne w Żytomierzu, ożenił się i został wyświęcony na kapłana. Z własnej woli włączył się w organizowaną przez arcybiskupa Antoniego akcję propagowania prawosławia wśród galicyjskich grekokatolików. Objął parafię w Grabie, gdzie mieszkańcy przeszli na prawosławie z powodu zatargu z miejscowym greckokatolickim proboszczem.
Swoją działalność duszpasterską prowadził w okresie, gdy władze austriackie, zaniepokojone zaostrzającymi się stosunkami z Rosją i przewidujące wybuch wojny z tym państwem, ponownie przystąpiły do zwalczania ruchu moskalofilskiego w Galicji. Jednym ze środków ograniczania propagandy prorosyjskiej było uznanie za nielegalną działalności duszpasterskiej duchownych prawosławnych wyświęconych w Rosji. Mimo tego zakazu ks. Sandowicz prowadził taką działalność w Grabie i okolicznych miejscowościach, za co był kilkakrotnie karany grzywną i aresztem. W marcu 1912 został zatrzymany razem z innym prawosławnym duchownym, ks. Ignacym Hudymą, i oskarżony o szpiegostwo i dążenie do oderwania Galicji od Austro-Węgier. Proces wymienionych kapłanów, jak również rusofilów Semena Bendasiuka i Wasyla Kołdry, w założeniach władz austriackich miał ostatecznie zakończyć działalność moskalofilów. Zakończył się jednak wyrokiem uniewinniającym, a kampania propagandowa zorganizowana wokół niego przy wsparciu finansowym Rosji sprawiła, że nie odegrał zamierzonej roli. Po wybuchu I wojny światowej ks. Maksym Sandowicz został ponownie aresztowany i 6 września 1914 rozstrzelany bez wyroku sądowego w czasie nowej fali represji wobec podejrzanych o sympatie prorosyjskie.
W 1994 kanonizowany przez Polski Autokefaliczny Kościół Prawosławny.

## Życiorys

### Pochodzenie, dzieciństwo i edukacja
Urodził się w rodzinie Tymoteusza (Timofieja) i Krystyny Sandowiczów w Zdyni, na terytorium Galicji. Jego ojciec był właścicielem gospodarstwa wiejskiego i psalmistą w miejscowej greckokatolickiej cerkwi Opieki Matki Bożej. Matka zajmowała się domem.
Maksym Sandowicz ukończył czteroklasową szkołę w Gorlicach, po czym rozpoczął naukę w gimnazjum w Jaśle. Następnie przeniósł się do analogicznej szkoły w Nowym Sączu. Wśród swoich kolegów wyróżniał się religijnością; planował wstąpienie do klasztoru. Uzyskiwał natomiast słabe wyniki w nauce, przez co musiał po czwartej klasie zrezygnować z uczęszczania do gimnazjum. Bez zgody rodziców, wstąpił wówczas do nowicjatu w zakonie bazylianów, w klasztorze w Krechowie. Po trzech miesiącach, w 1904, opuścił zgromadzenie, rozczarowany poziomem duchowym i ogólną atmosferą panującą w monasterze.

### Wyjazd do Rosji

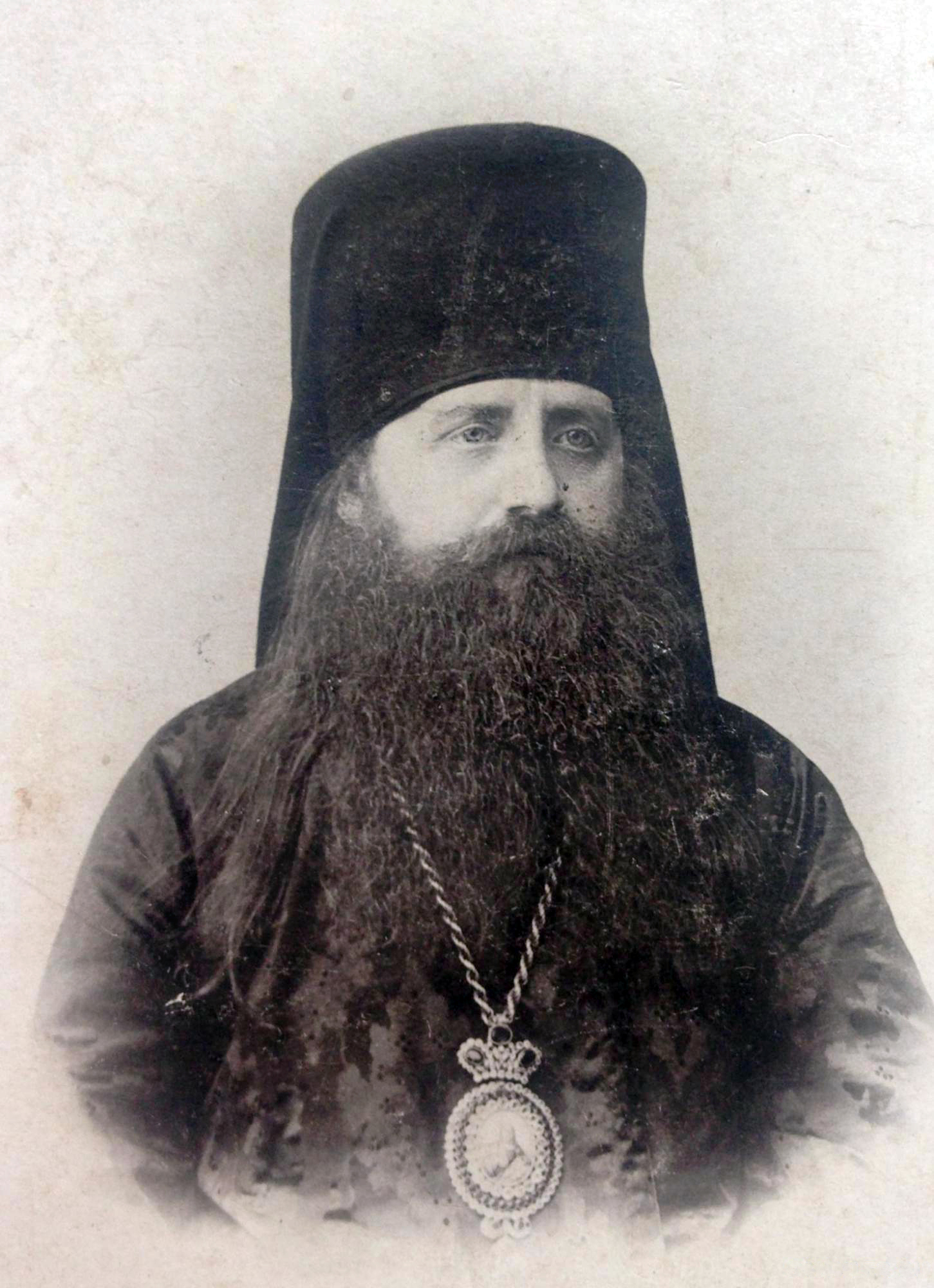
Arcybiskup wołyński Antoni (Chrapowicki), jeden z głównych organizatorów kampanii na rzecz prawosławia w Galicji. Odegrał kluczową rolę w życiu Maksyma Sandowicza, umożliwiając mu naukę w seminarium duchownym w Żytomierzu.

W tym samym roku Maksym Sandowicz udał się do Rosji, gdzie wykształcenie gimnazjalne nie było obowiązkowe dla kandydatów ubiegających się o przyjęcie do prawosławnego seminarium duchownego, ani też o samo przyjęcie święceń kapłańskich. Wstąpił jako posłusznik do Ławry Poczajowskiej. Pracował w klasztornej drukarni. W monasterze tym został zauważony przez arcybiskupa wołyńskiego i żytomierskiego Antoniego, jednego z koordynatorów finansowanych przez państwo rosyjskie działań na rzecz szerzenia prawosławia w Galicji. Hierarcha ten przywiązywał szczególną wagę do pozyskiwania do działań misyjnych mężczyzn wywodzących się z Galicji, którzy mieli uzyskiwać wykształcenie teologiczne w Rosji, a następnie wracać na rodzinne tereny jako propagatorzy prawosławia. W porozumieniu z arcybiskupem galicyjscy moskalofile kierowali młodych mężczyzn (czy wręcz chłopców) do Poczajowa i Żytomierza, gdzie spotykali się oni z arcybiskupem Antonim. Ten zaś kierował ich na studia uniwersyteckie lub do seminariów duchownych, często sam opłacając ich naukę. Również Maksym Sandowicz mógł kształcić się w Rosji dzięki stypendium przyznanemu przez arcybiskupa wołyńskiego. Hierarcha ten twierdził, że przyszły misjonarz był jego duchowym uczniem.
Arcybiskup Antoni skierował Sandowicza do seminarium duchownego w Żytomierzu. Jeszcze przed ukończeniem nauki, w czasie odwiedzin u rodziny, przyszły duchowny otrzymał propozycję objęcia obowiązków proboszcza parafii prawosławnej w Grabie, gdzie mieszkańcy zbiorowo dokonali konwersji z wyznania greckokatolickiego. Zdaniem Anny Veroniki Wendland inicjatorem tej konwersji był sam Sandowicz, który w porozumieniu z unickim proboszczem ze Zdyni, moskalofilem Teodorem Durkotem, zasugerował chłopom z Grabia, by rozwiązali swój konflikt z lokalnym duchownym, organizując prawosławną placówkę duszpasterską. Zadeklarował przy tym gotowość jej prowadzenia. Gdy starał się o wydanie paszportu z zamiarem powrotu do Rosji i kontynuowania nauki, został aresztowany na osiem dni. Po zwolnieniu wrócił do Żytomierza, nielegalnie przekraczając granicę.
W 1911 Maksym Sandowicz ukończył seminarium duchowne, uzyskując najlepsze wyniki w swoim roczniku. Ożenił się wówczas z Pelagią Grygoruk, córką kapłana prawosławnego z Nowego Berezowa, uczennicą szkoły dla dziewcząt przy monasterze w Jabłecznej. Ślub odbył się w jednej z cerkwi monasteru Narodzenia Matki Bożej w Leśnej. Przed przyjęciem święceń kapłańskich poprosił arcybiskupa Antoniego (Chrapowickiego) o skierowanie do pracy duszpasterskiej w Galicji, nie zaś – jak proponował mu hierarcha – w eparchii kijowskiej Rosyjskiego Kościoła Prawosławnego. Zamierzał bowiem włączyć się do akcji misyjnej wśród greckokatolickich Łemków. Arcybiskup Antoni zgodził się i 17 listopada 1911 wyświęcił Sandowicza na kapłana, kierując go do parafii w Grabie.

### Działalność w Galicji
Ks. Maksym Sandowicz objął parafię w Grabie. Pierwsze nabożeństwo w miejscowym domu modlitewnym odprawił 2 grudnia 1911. Udział w nim wzięło 150 wiernych. Równocześnie z nim z Rosji do Galicji przybyli księża Iwan Ileczko, który objął parafię w Cielążu oraz Ignacy Hudyma, który został proboszczem w Załuczu.
Według Włodzimierza Osadczego konwersja mieszkańców Grabu na prawosławie, podobnie jak analogiczny krok mieszkańców kilku innych wsi na Łemkowszczyźnie (Ożenna, Wyszowatka, Długie, Zdynia), nie miała autentycznego podłoża religijnego. Autor ten twierdzi, że podstawową motywacją były względy ekonomiczne i personalne, a przejście na prawosławie traktowano jako metodę szantażowania greckokatolickiej hierarchii, by podejmowała oczekiwane przez wiernych decyzje personalne przy obsadzaniu parafii. Bernadetta Wójtowicz-Huber podkreśla, że konwersje te miały miejsce w okresie, gdy carat podjął szeroko zakrojoną akcję na rzecz propagandy prawosławia, traktowanego instrumentalnie, jako środek rozszerzania wpływów rosyjskich. Na terenie Galicji akcja ta przejawiała się w działalności poruszających się po kraju agitatorów, którzy nawiązywali kontakt z sympatykami prawosławia i organizowali w ich domach spotkania propagandowe, następnie przemieszczali się do innych miejscowości, zanim zostali zidentyfikowani przez miejscowe służby porządkowe. Taktyka ta przynosiła korzystniejsze efekty, niż stosowane wcześniej metody agitacji. Ta sama autorka zaznacza, że konserwatywnie nastawieni chłopi galicyjscy negatywnie przyjmowali modyfikacje wprowadzone do liturgii przez hierarchię Kościoła greckokatolickiego lub poszczególnych duchownych (np. usuwanie słów cerkiewnosłowiańskich na rzecz ukraińskich, usuwanie błogosławieństw, w których wierni byli nazywani prawosławnymi chrześcijanami). Podkreśla ponadto, że prorosyjska agitacja uruchamiała po stronie przyszłych konwertytów reakcję odwołującą się do pamięci zbiorowej. Przejście na prawosławie stawało się dla nich powrotem do tradycji i przekonań przodków, których kultywowanie uniemożliwiały czynniki zewnętrzne. W ten sposób w momencie przybycia do Galicji trzech duchownych wykształconych w Rosji istniały już społeczne podstawy, by ich działalność misyjna przyniosła oczekiwane efekty.
Miałka religijność greckokatolickich chłopów i łatwość manipulowania nimi przez ukraińskich moskalofilów, głoszących wyższość prawosławia i konieczność przyłączenia Galicji do Rosji, budziły w coraz bardziej napiętej sytuacji międzynarodowej niepokój administracji austriackiej. Podobnie jak w wypadku afery Hniliczek, władze austriackie uznały za konieczne zdecydowane wystąpienie przeciwko całemu ruchowi moskalofilskiemu.
Jednym ze środków ograniczania propagandy prorosyjskiej było uznanie za nielegalną działalności duszpasterskiej duchownych prawosławnych wyświęconych w Rosji, którzy nie posiadali zgody metropolity bukowińskiego na służbę w podlegającej jego jurysdykcji Galicji. Ks. Sandowicz nie posiadał takiego zezwolenia, twierdził jednak, że jego bezpośrednim zwierzchnikiem jest patriarcha Konstantynopola, zaś legalność Kościoła prawosławnego w Austrii oznacza, że każdy wyświęcony duchowny tego wyznania może działać w Galicji. Tłumaczenie to nie zostało uwzględnione i ks. Maksym Sandowicz został aresztowany na osiem dni i skazany na karę 400 koron grzywny już po odprawieniu pierwszego nabożeństwa w Grabie, określanym przez lokalne władze jako jedno z centrów prawosławnej i prorosyjskiej propagandy. 22 lub 24 grudnia 1911 kaplica domowa w Grabie została zamknięta, lecz duchowny kontynuował odprawianie nabożeństw, korzystając z udostępnionych mu pomieszczeń w prywatnych domach. Praktyki takie były, w kontekście zwalczania moskalofilstwa, zabronione. W związku z tym ks. Sandowicz został ponownie zatrzymany i obciążony grzywną w wysokości 300 koron lub miesiącem aresztowania. Również i tym razem kapłan nie zaprzestał swojej działalności, odprawiając nielegalne nabożeństwa nie tylko w Grabie, ale i w Wyszowadce i Długim. W związku z tym 16 stycznia 1912 trafił na siedem tygodni do więzienia w Jaśle. Po odbyciu kary na nowo podjął działalność misyjną na rzecz prawosławia. Kapłan został łatwo zaakceptowany przez miejscową społeczność, gdyż utrzymywał dobre kontakty z miejscowymi duchownymi greckokatolickimi o przekonaniach rusofilskich. Podobne poglądy były bardzo żywe wśród mieszkańców Łemkowszczyzny. Zdaniem B. Wójtowicz-Huber

Sandowycz był osobowością nieprzeciętną. Pomimo zakazu dalszej działalności, dzięki charyzmie, głębokiej wierze i nieposzlakowanej opinii urósł do rangi symbolu ówczesnej społeczności łemkowskiej

Do popularności kapłana przyczynił się również finansowy aspekt jego działalności. Ks. Sandowicz rozdawał ubogim zebrane w czasie nabożeństw ofiary, oczekując od nich jedynie przysięgi, że nie dokonają ponownej konwersji na katolicyzm. On i inni misjonarze przybyli z Rosji oferowali niskie ceny za posługi religijne, pozyskiwali ze źródeł rosyjskich środki na budowę nowych świątyń. Dla żyjącej w biedzie ludności galicyjskiej miało to istotne znaczenie. Autorytet duchownego wzrastał także w miarę nakładanych na niego kar. We wiejskich społecznościach, które przeszły na prawosławie, fakt kolejnych aresztów duchownego zacieśniał jego więź z wiernymi i przyczyniał się do uznawania go za męczennika prześladowanego przez władze.

### Pierwsze aresztowanie i proces

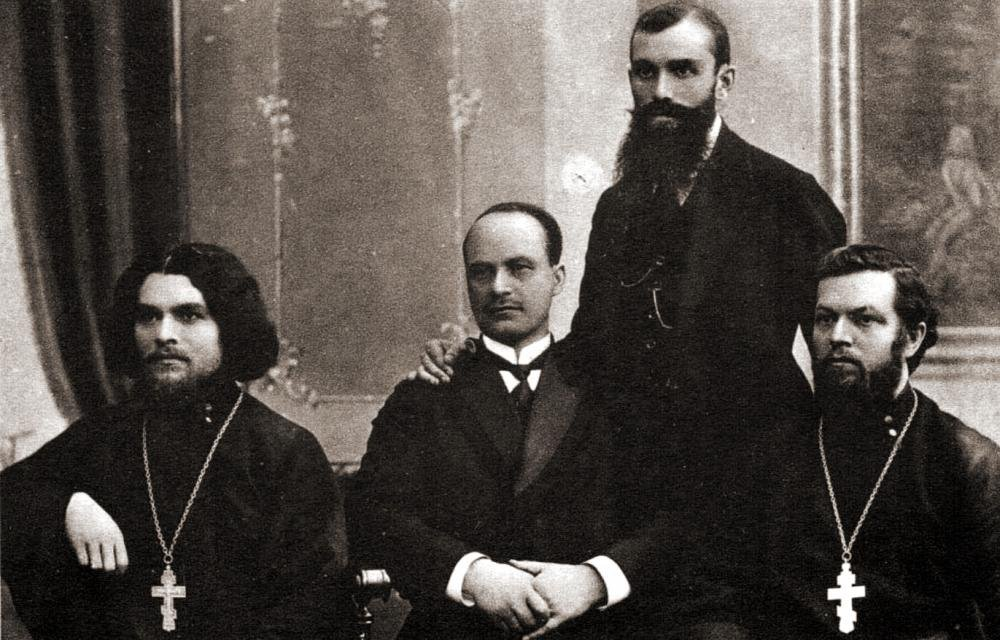
Maksym Gorlicki (pierwszy z lewej) jako jeden z oskarżonych w „procesie Bendasiuka i towarzyszy”

28 marca 1912, na krótko po zwolnieniu z aresztu, ks. Sandowycz został ponownie zatrzymany razem z innym kapłanem prawosławnym, Ignacym Hudymą. Duchownym początkowo zarzucono mierzenie długości mostu na Czeremoszu. Następnie przewieziono ich do aresztu śledczego we Lwowie i postawiono im zarzut szpiegostwa na rzecz Rosji.
Zatrzymanie księży Sandowicza i Hudymy wpisywało się w szersze antymoskalofilskie działania władz austriackich. We Lwowie aresztowani zostali organizator burs promujący idee prorosyjskie wśród młodzieży, Semen Bendasiuk oraz twórca sieci moskalofilskich czytelni Wasyl Kołdra. Na Rusi Węgierskiej, gdzie ruch na rzecz prawosławia był jeszcze silniejszy niż w Galicji, w Marmarosz-Sziget przeprowadzono między grudniem 1913 a lutym 1914 proces 94 chłopów opowiadających się za konwersjami, oskarżonych o szpiegostwo i zdradę stanu. Sąd zakończył się uznaniem oskarżonych za winnych i wymierzeniem im kar długoletniego więzienia. W ocenie Włodzimierza Osadczego

W przededniu wojny sąd pokazowy nad agitatorami prawosławnymi miał stać się ostrzeżeniem dla wszelkich sympatyzujących z Rosją sił w kraju, i nie tylko dla Rusinów, ale także dla wzrastających w siłę polskich narodowych demokratów

Ten sam autor uważa, że analogiczne zadanie władze austriackie stawiały przed procesem Bendasiuka, Kołdry, ks. Hudymy i ks. Sandowicza, który rozpoczął się 9 marca 1914 we Lwowie i trwał trzy miesiące. Podobną opinię wyraziła B. Wójtowicz-Huber.
Wszystkim oskarżonym w wymienionym procesie postawiono zarzut szpiegostwa oraz zdrady stanu wyrażającej się w dążeniu do oderwania „ruskich ziem” od Austro-Węgier i przyłączenia ich do Imperium Rosyjskiego. Obydwaj duchowni zostali ponadto oskarżeni o nielegalne sprawowanie nabożeństw i głoszenie kazań oraz bezprawne wyjazdy do Rosji. Ks. Sandowiczowi zarzucono także, że w Grabie publicznie wypowiadał się w obraźliwy sposób o religii katolickiej. Dwudziestego dziewiątego dnia procesu przesłuchiwano go w kwestii znalezionego w jego notatkach brulionu, w którym duchowny zawarł swoje przemyślenia dotyczące prawosławia i unii brzeskiej.
„Proces Bendasiuka i towarzyszy”, jak określano go w prasie galicyjskiej, był obszernie relacjonowany na łamach prasy – sprawozdania z niego zamieszczały wszystkie gazety lwowskie, swoich korespondentów do Lwowa skierował również szereg pism zagranicznych (francuskich, niemieckich, włoskich). Największym zainteresowaniem sprawa cieszyła się w Rosji. Proces na miejscu obserwowali przedstawiciele czterech najważniejszych frakcji rosyjskiej Dumy Państwowej. Wbrew założeniom władz austriackich, które zamierzały uniemożliwić dalszą działalność moskalofilów w obliczu wojny z Rosją, proces nie tylko nie okazał się ostatecznym ciosem dla tego ruchu, ale przyczynił się do rozpropagowania jego idei. Obrońcy oskarżonych – L. Aleksiewicz, K. Czerlunczakiewicz, W. Dudykewycz i M. Hłuszkiewicz – sami zaliczali się do moskalofilów i wykorzystywali mównicę sądu do nagłaśniania idei proprawosławnych i prorosyjskich. Ponadto rosyjski skarb państwa przeznaczył 30 tys. rubli na prowadzenie kampanii propagandowej towarzyszącej procesowi. „Męczeństwo prawosławnych w Galicji” było nagłaśniane także przez arcybiskupa wołyńskiego Antoniego, który w swojej eparchii wydał na ten temat specjalny okólnik i nakazał po każdej Świętej Liturgii odprawiać dodatkowe nabożeństwo w intencji aresztowanych moskalofilów. Sam pisemnie skontaktował się ze lwowskim sądem, proponując złożenie zeznań w charakterze świadka. We Lwowie doszło do manifestacji w obronie oskarżonych, w których wzięło udział ok. 80 duchownych greckokatolickich.
Przesłuchania oskarżonych i świadków pozwoliły udowodnić powiązania ruchu prawosławnego w Galicji z Rosją (w tym z Ochraną), jednak zgromadzone dowody nie wystarczyły, by potwierdzić zawarty w akcie oskarżenia zarzut zdrady stanu i szpiegostwa. W związku z tym 6 czerwca 1914 w odniesieniu do wszystkich podsądnych zapadł wyrok uniewinniający wydany przez ławę przysięgłych złożoną z Polaków. Sąd stwierdził, że oskarżeni nie zajmowali się polityką i nie dążyli do oderwania Galicji od Austro-Węgier. Wyrok ten z niezadowoleniem przyjęły wiedeńskie koła rządowe, które zarzuciły Polakom dopuszczenie do procesu (w charakterze adwokatów) znanych moskalofilów.

### Drugie aresztowanie i śmierć
7 czerwca 1914 ks. Maksym Sandowicz opuścił areszt śledczy i udał się do domu rodziców w Zdyni. Na nowo podjął działalność duszpasterską w Grabie. Inaczej postąpili współoskarżeni z nim w procesie Stepan Bendasiuk i Wasyl Kołdra, którzy natychmiast wyjechali do Rosji i zostali tam podjęci przez hr. Władimira Bobrinskiego, prezesa zajmującego się wspieraniem moskalofilów Towarzystwa Galicyjsko-Russkiego. Ks. Sandowicz także zamierzał wyjechać do Rosji, jednak nie zdążył odebrać ze starostwa w Gorlicach paszportu. Po wybuchu I wojny światowej, w której Austro-Węgry i Rosja znalazły się w przeciwnych blokach walczących państw i ogłoszeniu w Galicji mobilizacji, został 4 sierpnia aresztowany wraz z rodziną. On sam, jego żona Pelagia, brat Mikołaj i ojciec Tymoteusz zostali osadzeni w więzieniu w Gorlicach.
Po wypowiedzeniu wojny władze austriackie kontynuowały represje wobec ludności wykazującej sympatie prorosyjskie. Wielu rusofilów – bądź osoby uznane za takowych – zostało rozstrzelanych na mocy samodzielnych decyzji oficerów, bez wyroków sądowych. W takich okolicznościach duchowny został stracony 6 września 1914 r. w Gorlicach. Decyzję o jego egzekucji wydał przybyły 5 września do Gorlic z Linzu rotmistrz Ditrich. Ks. Sandowicz został rozstrzelany na dziedzińcu więzienia gorlickiego około szóstej rano. Świadkami jego egzekucji byli inni mieszkańcy Gorlic i okolicznych miejscowości osadzeni w więzieniu pod zarzutem sympatii moskalofilskich, w tym członkowie rodziny duchownego. Według ich relacji kapłan w ostatniej chwili zawołał Niech żyje święte prawosławie! Niech żyje Święta Ruś! (inna wersja: Niech żyje naród ruski i święte prawosławie).
Pogrzeb ks. Sandowicza odbył się bez udziału rodziny na cmentarzu w Gorlicach. W 1922, na prośbę ojca i żony straconego, dokonana została ekshumacja jego szczątków i ich przeniesienie na cmentarz w Zdyni. Była ona współfinansowana przez Łemków-emigrantów, przebywających w Stanach Zjednoczonych.
Jedyny syn Maksyma Sandowicza przyszedł na świat już po śmierci ojca – Pelagia Sandowicz urodziła go w obozie w Talerhofie. Pogrobowiec otrzymał imię Maksym, został prawosławnym duchownym.

## Upamiętnienie i kult

### Pamięć o duchownym

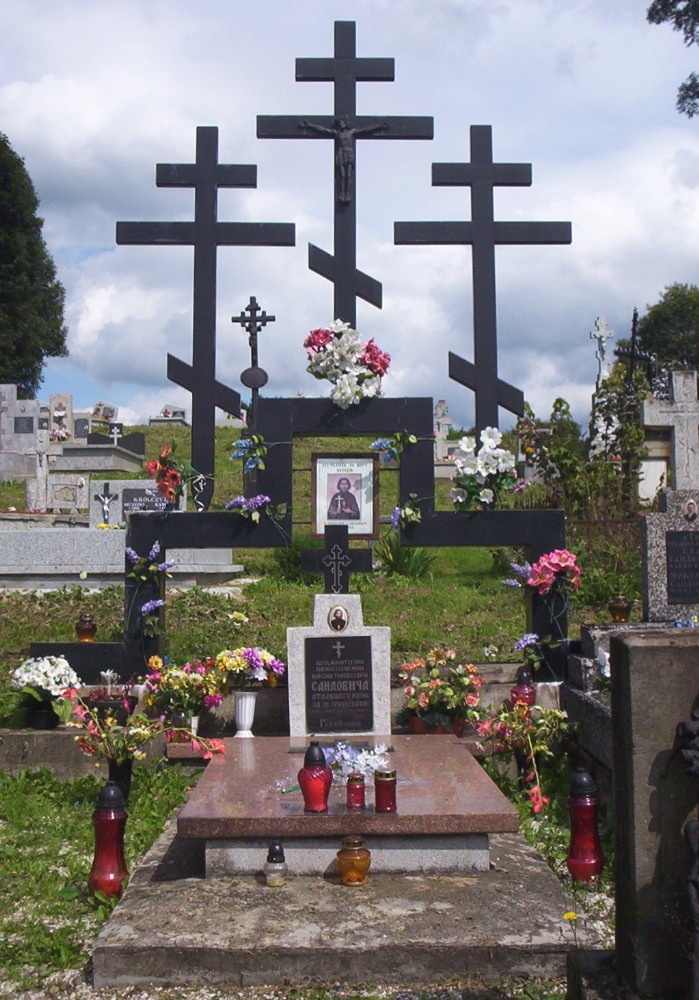
Grób ks. Sandowicza w Zdyni przed przeniesieniem jego relikwii do cerkwi w Gorlicach

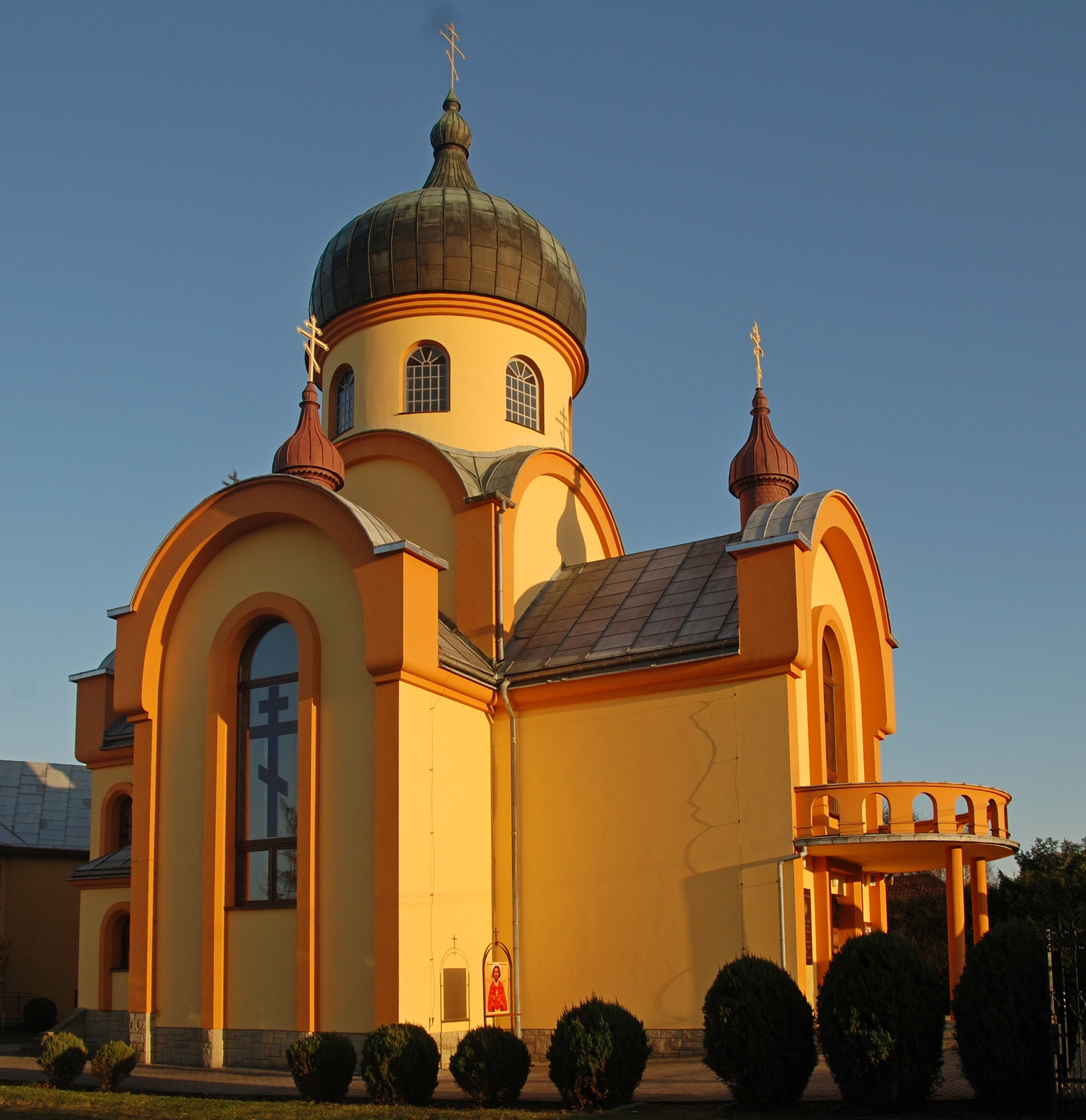
Sobór Świętej Trójcy w Gorlicach

Pamięć o ks. Maksymie Sandowiczu przetrwała wśród ludności łemkowskiej wyznającej prawosławie. Powstało wiele pieśni i wierszy, w których przedstawiany był jako bojownik o niezależność Łemków i ich opiekun duchowy. W domach przechowywano jego portrety. Odprawiane były publiczne nabożeństwa w intencji zmarłego kapłana i urządzano pielgrzymki na jego grób. Kult duchownego rozwinął się szczególnie po schizmie tylawskiej. Zachowały się materiały prasowe, z których wynika, że w 1933 dwóch prawosławnych duchownych zostało skazanych przez sąd w Gorlicach na karę grzywny za odprawianie nabożeństwa na grobie ks. Sandowicza bez zgody greckokatolickiego administratora cmentarza. 9 września 1934 w Czarnem, z inicjatywy ks. Konstantego Hawryłkowa, wzniesiono pomnik ku czci ks. Sandowicza i ofiar obozu w Talerhofie. W jego odsłonięciu wziął udział, delegowany przez metropolitę warszawskiego i całej Polski Dionizego, biskup ostrogski Szymon. Pamięć o duchownym kultywowała także łemkowska emigracja w Stanach Zjednoczonych.
Po II wojnie światowej w niektórych cerkwiach, do których uczęszczali Łemkowie, zaczęły pojawiać się ikony Maksyma Sandowicza, chociaż jego kult nie był oficjalnie usankcjonowany przez Kościół prawosławny. Przeprowadzenie oficjalnej kanonizacji nie było możliwe w okresie PRL z powodu sytuacji politycznej.
W 70. rocznicę śmierci duchownego w Zdyni odbyły się wielkie uroczystości upamiętniające to wydarzenie; przewodniczył im biskup przemyski i nowosądecki Adam. W latach 1986–1991 w Gorlicach trwała budowa cerkwi Świętej Trójcy, która miała symbolizować przywiązanie Łemków do prawosławia i pamięć o ks. Sandowiczu. W roku następnym rozpoczęto prace przygotowujące do kanonizacji duchownego: zbieranie relacji świadków i dokumentacji oraz tworzenie troparionu i kondakionu na jego cześć.
W 1994 na budynku sądu w Gorlicach, pełniącego w przeszłości rolę więzienia w którym był osadzony ks. Sandowicz, umieszczono tablicę z napisem w języku łemkowskim informującą o śmierci duchownego w tym miejscu.
W 2003 na grobie duchownego wzniesiono nowy pomnik, zaprojektowany przez jego wnuka Michała Sandowicza, nazwany Łemkowską Golgotą.
W 2012 Rada Miejska Gorlic, na wniosek biskupa gorlickiego Paisjusza, ustanowiła Maksyma Gorlickiego patronem prawosławnych mieszkańców miasta.

### Kanonizacja i kult w Polskim Autokefalicznym Kościele Prawosławnym
7 lipca 1994 sobór biskupów Polskiego Autokefalicznego Kościoła Prawosławnego podjął uchwałę o kanonizacji ks. Maksyma Sandowicza. Uroczystości, w czasie których został on ogłoszony świętym, miały miejsce w dniach 9–10 września tego samego roku w Zdyni. W ceremonii wzięło udział ponad 40 duchownych przybyłych z Polski, Kanady, Słowacji, Ukrainy i USA. Obrzędom przewodniczył zwierzchnik metropolita warszawski i całej Polski Bazyli; oprócz niego w kanonizacji brali udział hierarchowie PAKP – arcybiskup białostocki i gdański Sawa, biskupi przemyski i nowosądecki Adam, lubelski i chełmski Abel – oraz reprezentanci innych autokefalicznych Kościołów prawosławnych: arcybiskup preszowski i słowacki Mikołaj z Kościoła Prawosławnego Czech i Słowacji, arcybiskup Filadelfii i Wschodniej Pensylwanii Herman z Kościoła Prawosławnego w Ameryce oraz arcybiskup Johnstown Mikołaj, zwierzchnik Amerykańskiej Karpato-Rusińskiej Diecezji Patriarchatu Konstantynopolitańskiego.
W 2000 powstał akafist ku czci św. Maksyma. 28 listopada 2006 sobór biskupów PAKP zdecydował o przeniesieniu relikwii św. Maksyma Sandowicza z cmentarza komunalnego w Zdyni do cerkwi w Gorlicach. Ekshumacja szczątków świętego miała miejsce 6 sierpnia roku następnego. Przez miesiąc były one przechowywane w cerkwi w Zdyni. Ustalono wówczas, iż przetrwały jego kości, fragment czaszki, zniszczone obuwie i resztki ubrania. 5 września 2007 uroczyście przewieziono je do Gorlic, gdzie obrzędy powitania relikwii, molebien i akafist ku czci świętego odprawili metropolita warszawski i całej Polski Sawa, arcybiskupi przemyski i nowosądecki Adam, wrocławski i szczeciński Jeremiasz, lubelski i chełmski Abel, preszowski Jan (Kościół Prawosławny Czech i Słowacji) oraz biskupi hajnowski Miron, bielski Grzegorz, siemiatycki Jerzy i piotrkowski Paisjusz. W uroczystościach wzięła udział konsul Austrii Andrea Anastazja Sandhacker. Relikwie umieszczono w ustawionej po prawej stronie ikonostasu race (relikwiarzu) wykonanej przez Mirosława Trochanowskiego z drewna dębowego barwionego na kolor drewna wiśniowego.
W 2016 p.o. ordynariusza diecezji przemysko-nowosądeckiej bp Paisjusz (Martyniuk) ustanowił św. Maksyma i św. Jana Chrzciciela patronami diecezji (obecnie „przemysko-gorlickiej”).

### Kult Maksyma Gorlickiego w Rosyjskim Kościele Prawosławnym
10 września 1996 sobór biskupów Rosyjskego Kościoła Prawosławnego poza granicami Rosji również uznał ks. Maksyma Sandowicza za świętego.
3 kwietnia 2001 Święty Synod Ukraińskiego Kościoła Prawosławnego ustanowił lokalne święto Soboru Świętych Galicyjskich, obchodzone w eparchii lwowskiej. Jednym ze świętych zaliczonych w skład soboru był Maksym Sandowicz. Święty kapłan-męczennik od 2006 jest również zaliczany do Soboru Świętych Karpatoruskich, a od 2012 – do Soboru Świętych Wołyńskich. W 2015 Święty Synod Rosyjskiego Kościoła Prawosławnego zdecydował o rozszerzeniu zasięgu kultu Maksyma Gorlickiego na całą jurysdykcję Patriarchatu Moskiewskiego.